# Безиково
Безиково (мкд. Безиково) је насеље у Северној Македонији, у источном делу државе. Безиково је у саставу општине Кочани.

## Географија
Безиково је смештено у источном делу Северне Македоније. Од најближег града, Кочана, насеље је удаљено 15 km источно.
Насеље Безиково се налази у историјској области Кочанско поље, на јужним падинама Осоговске планина. Јужно од насеља тече река Брегалница, која у овом делу прелази из клисуре у поље. Надморска висина насеља је приближно 650 метара. 
Месна клима је континентална.

## Становништво
Безиково је према последњем попису из 2002. године имало 8 становника.
Претежно становништво у насељу су етнички Македонци (100%).
Већинска вероисповест месног становништва је православље.